# TechRadar
TechRadar là một ấn phẩm trực tuyến thuộc sở hữu của Future plc, nhà xuất bản lớn thứ sáu ở Vương quốc Liên hiệp Anh và Bắc Ireland. TechRadar tập trung vào công nghệ, với các nhóm biên tập ở Mỹ, Vương quốc Anh, Úc và Ấn Độ. TechRadar cung cấp tin tức và đánh giá về các sản phẩm và tiện ích công nghệ. Ấn phẩm này được ra mắt vào năm 2008 và mở rộng sang Mỹ vào tháng 1 năm 2012. Đây là website đánh giá sản phẩm, tin tức và công nghệ tiêu dùng lớn nhất Vương quốc Anh tính đến năm 2013.
TechRadar Pro là một nhánh của website chính. Công ty cho biết thương hiệu con "hoạt động như một nguồn thông tin bổ sung nhắm mục tiêu cụ thể đến các doanh nghiệp và những người ra quyết định" ("acts as a complementary source of information targeted specifically at businesses and decision makers"). Một nhánh liên quan, 5GRadar.com, tập trung vào ngành công nghiệp di động.
TechRadar Gaming, hoặc TRG được ra mắt vào ngày 17 tháng 12 năm 2021 là "phần mở rộng" thương hiệu của TechRadar. Tổng biên tập của TechRadar Gaming là Julian Benson. Công ty mô tả một đợt tuyển dụng liên quan cho website là "khoản đầu tư lớn nhất vào lĩnh vực trò chơi trong một thập kỷ" ("the biggest investment in gaming in a decade").
Trong quý 4 năm 2017, TechRadar đã lọt vào top 100 của Bảng xếp hạng các ấn phẩm truyền thông Hoa Kỳ (US Media Publications Rankings) của SimilarWeb với tư cách là website truyền thông lớn thứ 93 tại Hoa Kỳ.

## Lịch sử
TechRadar thành lập năm 2008 với một nhóm chủ yếu làm việc tại Vương quốc Liên hiệp Anh và Bắc Ireland. Website nhanh chóng phát triển trở thành website công nghệ và tiêu dùng lớn nhất của Vương quốc Liên hiệp Anh và Bắc Ireland.
Tháng 4 năm 2012, công ty mở rộng sang Hoa Kỳ với một đội ngũ chuyên trách được thuê vào thời điểm đó tại văn phòng thành phố New York và San Francisco của Future plc.
Tháng 10 năm 2012, TechRadar ra mắt tại Úc.
TechRadar tiếp tục nhanh chóng mở rộng phạm vi ra toàn cầu và website hiện đã được cấp phép ở hơn 10 quốc gia khác trên thế giới và có sẵn bằng 10 ngôn ngữ khác nhau. Hiện tại website tiếp cận tới 70 triệu độc giả mỗi tháng ở Hoa Kỳ, Vương quốc Anh, Canada, Úc, Ấn Độ.